# Route 18 (Bolivie)
Pour les articles homonymes, voir Route 18.
La route 18 (en espagnol: Ruta 18) est une route nationale de l'État de Bolivie située entièrement dans le département de Pando.
La route est ajoutée au réseau routier national (Red Vial Fundamental) par le décret suprême 25934 du 10 octobre 2000.

## Itinéraire
La route s'étend sur 76 kilomètres et est située dans la partie nord-ouest du département de Pando dans une orientation est-ouest. La route débute à Cobija, la capitale départementale, et se termine à la frontière péruvienne dans la localité d'Extrema de la municipalité de Bolpebra.
L'entièreté de la route est non pavée et est plutôt en gravier ou en terre.

## Villes traversées

### Département de Pando
- km 0: Cobija
- km 2: Villa Rosario
- km 39: Nareuda
- km 76: Extrema